# 古達羅爾海戰
古達羅爾海戰發生於1783年6月20日，是美國獨立戰爭期間印度洋戰區的一場戰役，由皮埃爾·蘇弗朗將軍指揮的法國艦隊與人數較多的英國皇家海軍交戰。
在古達羅爾附近發生的戰鬥中，蘇弗朗以克麗奧佩脫拉號作為他的旗艦，並贏得了這場海戰的勝利。實際上歐洲早已達成和平協議，但消息還沒有傳至印度，導致這場海戰成為戰爭的最後一戰。

## 經過
在法國盟友海德爾·阿里死後，英軍決定奪回古達羅爾。他們從馬德拉斯出發，開始準備圍攻。6月13日，蘇弗朗率領的法國艦隊出現在古達羅爾。但因一週中強烈的海風使得雙方無法交戰。直到6月20日，蘇弗朗開始進攻。這場戰役沒有船隻沈沒，英軍損失略大於法軍。英國艦隊在行動後撤退到馬德拉斯，和平的消息於6月29日正式抵達古達羅爾。

## 註腳
1. ↑  Mahan
2. ↑  Tucker, Pg. 772
3. ↑  Paine p.75
4. ↑  Lacour-Gayet (1910)，第546頁.
5. ↑  Palmer p.161